# Saint-John (Antigua-et-Barbuda)
Pour les articles homonymes, voir Saint-John.
Saint-John est l'une des six paroisses d'Antigua-et-Barbuda.
Avec une population de plus de 45 000 habitants, il s'agit de la paroisse la plus peuplée du pays, et aussi la plus dense, avec 667 habitants au kilomètre carré. Son chef-lieu, Saint John's est aussi la capitale de l'État.